# THEM Anime Reviews
THEM Anime Reviews, також відомий, як THEM або T.H.E.M. Anime Reviews — сайт з рецензіями на аніме, як на ті, що виходять, так і на ті, що вийшли в минулому. Також публікуються рецензії на OVA та ONA. На сайті є власне рецензії, публікації редакції та форуми.

## Функціонал
THEM Anime Reviews періодично викладає рецензії на аніме, авторські публікації, підтримує форуми. З 2005 року на сайті є секція з рецензіями на аніме для дорослих. У редакції сайту, серед інших, нині є Інок Лау, Мелісса Стерненберґ, Роберт Нельсон, Стія Хеґсет та Тім Джонс. Стерненберґ також працює акторкою озвучки, та мала ролі у візуальних новелах та анімаційних роботах. Активним рецензентом також є Ніколетта Крістіна Браун, музикант та викладач геонаук. Роберт Лу публікує інформацію про конвенції, та є рецензентом та редактором на іншому сайті, «Animesou». Джейсон Гафф, один з дописувачів сайту, веде власний сайт, «The Anime Review».